# Omar Camporese
Omar Camporese (Bologna, 8 maggio 1968) è un ex tennista italiano.
Specialista del veloce, ha conquistato entrambi i suoi due titoli ATP sul sintetico, superficie sulla quale detiene anche il primato nazionale di nove incontri vinti consecutivamente, e ha ottenuto vittorie contro undici giocatori top 10.
È il quarto tennista italiano su un totale di 12 a essere entrato tra i primi 20 giocatori del mondo dall'introduzione della classifica computerizzata. Con il 18º posto in singolare del febbraio 1992 vanta la decima migliore classifica ATP raggiunta da un tennista italiano, a pari merito con Andrea Gaudenzi e Andreas Seppi, ed è stato numero 1 d'Italia per 119 settimane.
In Coppa Davis vanta un bilancio di 12 vittorie e nove sconfitte in singolare e sei vittorie e tre sconfitte in doppio.
In doppio raggiunse il suo miglior ranking al n° 27, aggiudicandosi 5 titoli ATP su 9 finali disputate, ed è l'unico tennista italiano ad aver vinto gli Internazionali d'Italia, in coppia col croato Goran Ivanišević.

## Carriera
Il 17 settembre 1989 conquistò i Campionati italiani assoluti disputati a Bologna, sconfiggendo in finale Paolo Canè, ritiratosi nel terzo set dopo aver perso di misura i primi due (7-6, 7-5, 1-0).
Raggiunse in due occasioni i quarti di finale agli Internazionali d'Italia nel 1989 e nel 1990, venendo eliminato rispettivamente da Alberto Mancini e Andrés Gómez.
Il 30 luglio 1990, grazie alla posizione numero 47 nel ranking ATP, diventò per la prima volta il nuovo numero uno italiano. Il 26 agosto dello stesso anno, al torneo di San Marino, raggiunse la sua prima finale ATP in carriera, dove fu sconfitto da Guillermo Pérez Roldán con un doppio 6-3.
Al terzo turno degli Australian Open del 1991, costrinse a una maratona di 5 ore e 12 minuti il futuro vincitore e imminente numero 1 del mondo Boris Becker, che, in vantaggio  di due set a zero, la spuntò soltanto per 14-12 al quinto. I due si riaffrontarono poche settimane dopo in Coppa Davis a Dortmund e diedero vita a un altro incontro in cinque set che Becker vinse rimontando uno svantaggio di due parziali.
Il 3 marzo del 1991 Camporese conquistò il suo primo titolo in carriera, aggiudicandosi il torneo di Rotterdam. In finale superò in rimonta Ivan Lendl, n° 3 del mondo, col punteggio di 3-6, 7–6(4), 7–6(4), salvando due match point. A tutt'oggi, insieme ad Adriano Panatta, Corrado Barazzutti e Jannik Sinner, è uno dei quattro tennisti italiani ad aver conquistato almeno un titolo ATP sconfiggendo in finale un top 3, nonché il più giovane (22 anni, 9 mesi e 26 giorni) dei tre tennisti italiani vincitori di un torneo del circuito maggiore su una superficie sintetica indoor.
Il suo miglior risultato in una prova del Grande Slam lo ottenne nel 1992, quando agli Australian Open raggiunse gli ottavi di finale prima di essere estromesso per mano di Ivan Lendl per 7-6(4), 6-1, 6-3.
A gennaio del 1992 fu protagonista in Coppa Davis contro la Spagna sul sintetico di Bolzano. L'Italia capitanata da Adriano Panatta superò gli iberici per 4-1 e Camporese portò tre punti, vincendo i singolari contro Sergi Bruguera ed Emilio Sánchez e il doppio in coppia con Diego Nargiso.
Il 9 febbraio del 1992, a Milano, si aggiudicò il suo secondo torneo sul sintetico indoor (record per il tennis italiano), battendo in finale Goran Ivanišević per 3-6, 6-3, 6-4.
Il 10 febbraio raggiunse il suo best ranking alla posizione numero 18.
Sfortunata fu per l'Italia la sfida di Coppa Davis disputata a marzo del 1992, a Maceió contro il Brasile, in cui Camporese vinse il primo singolare contro Luiz Mattar 6-3, 5-7, 6-4, 6-7, 6-4, concluso dopo 6 ore e 5 minuti, in uno dei match più lunghi nella storia della manifestazione, per poi perdere il doppio insieme a Diego Nargiso. Gli azzurri furono sconfitti per 3-1.
Nel corso della stagione 1993 fu vittima di un infortunio che lo tenne lontano dai campi per sei mesi. Non riuscì più a tornare ai livelli precedenti, fatta eccezione per i quarti di finale di Coppa Davis nel 1997, allorché Adriano Panatta lo schierò in campo per contrastare gli spagnoli sul sintetico di Pesaro: Camporese rispose sconfiggendo in cinque set il favoritissimo Carlos Moyá per 6-7, 6-7, 6-1, 6-3, 6-3. L'Italia vinse poi il confronto per 4-1.
Abbandonò l'attività professionistica nel 2001.

## Statistiche

### Singolare

#### Vittorie (2)
| Legenda                |
| Grande Slam (0)        |
| Tennis Masters Cup (0) |
| Grand Slam Cup (0)     |
| Super 9 (0)            |
| ATP Championships (0)  |
| World Series (2)       |

| Numero | Data            | Torneo                                      | Superficie       | Avversario in finale | Punteggio           |
| 1.     | 3 marzo 1991    | ABN AMRO World Tennis Tournament, Rotterdam | Sintetico indoor | Ivan Lendl           | 3-6, 7–6(4), 7–6(4) |
| 2.     | 9 febbraio 1992 | Milan Indoor, Milano                        | Sintetico indoor | Goran Ivanišević     | 3-6, 6-3, 6-4       |

#### Finali perse (1)
| Numero | Data           | Torneo                                             | Superficie  | Avversario in finale   | Punteggio |
| 1.     | 26 agosto 1990 | Internazionali di Tennis di San Marino, San Marino | Terra rossa | Guillermo Pérez Roldán | 3-6, 3-6  |

### Doppio

#### Vittorie (5)
- 1990: Milano (con Diego Nargiso)
- 1990: Madrid (con Juan Carlos Báguena)
- 1991: Milano (con Goran Ivanišević)
- 1991: Roma (con Goran Ivanišević)
- 1991: Manchester (con Goran Ivanišević)

#### Finali perse (4)
- 1989: Basilea (con Claudio Mezzadri)
- 1990: Estoril (con Paolo Canè)
- 1990: Gstaad (con Javier Sánchez)
- 1991: Stoccarda Outdoor (con Goran Ivanišević)